# 지미 하트
지미 하트(Jimmy Hart, 1944년 1월 1일 ~ )는 미국의 프로레슬링 매니저이자 가수이다.